# Francisco José de Bragança (1879–1919)
Francisco José de Bragança (Merano, 7 de setembro de 1879 – Ischia, 15 de junho de 1919) foi um membro do ramo exilado da Casa de Bragança, segundo filho de Miguel Januário de Bragança e neto de D. Miguel I, Rei de Portugal. Afilhado do imperador Francisco José I da Áustria, participou na I Guerra Mundial enquanto oficial do exército austro-húngaro, tendo sido capturado e vindo a morrer solteiro e sem descendência.

## Primeiros anos
Francisco José nasceu em Merano, no Império Austro-Húngaro, um território que, actualmente, pertence à Itália. Foi o segundo filho de Miguel Januário de Bragança e da sua primeira esposa, a princesa Isabel de Thurn e Taxis. Recebeu o nome em honra do seu padrinho, o imperador Francisco José I da Áustria. O seu pai era o chefe do ramo não-reinante da Casa Real Portuguesa que se encontrava exilado do país, após perder a guerra civil. O seu avô, D. Miguel I, reinou em Portugal de 1828 até 1834, quando D. Maria II recuperou o trono. Os portugueses que reconheciam o pai de Francisco José como legítimo rei de Portugal, reconheciam José como um infante de Portugal. Na Corte Austro-húngara foi sempre tratado como membro da Realeza.

## Carreira
Tal como o pai, Francisco José seguiu uma carreira no Exército do Império Áustro-Húngaro. Em Outubro de 1900, quando era tenente dos hussardos, foi disciplinado pelo seu padrinho, o imperador Francisco José, depois de ter desafiado um velho coronel que o tinha chamado à atenção por ter ido contra os regulamentos do exército. Como resultado, foi retirado dos hussardos e transferido para o regimento dos Dragões, sendo responsável por realizar policiamentos a aldeias áridas e empobrecidas na fronteira da Áustria com a Rússia.

### Combatente monárquico
Em 1911-1912 Francisco José participou nas revoltas monárquicas no norte de Portugal, lideradas por Henrique Mitchell de Paiva Couceiro, numa tentativa de derrubar a Primeira República Portuguesa, que não obteve sucesso. Depois de o seu pai e o seu irmão mais velho renunciarem aos seus pretendidos direitos de sucessão ao trono português para unir o apoio dos monárquicos no rei deposto, D. Manuel II, Francisco José foi saudado como o novo líder da causa monárquica por vários monárquicos, sendo considerado o rival do rei deposto, caso a monarquia fosse restaurada.

## Vida pessoal

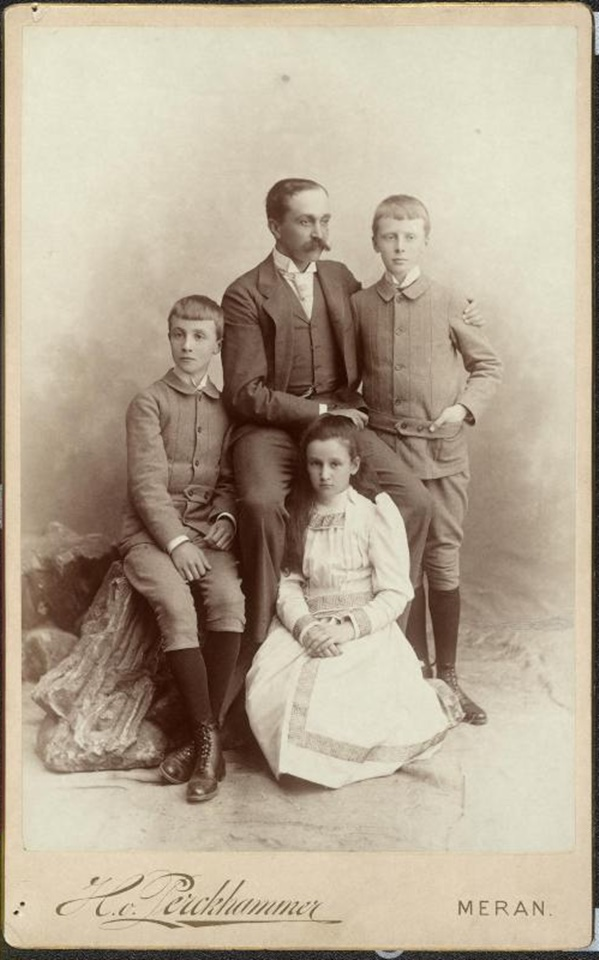
Francisco José (esq.) com o pai Miguel Januário e os irmãos Miguel Maximiliano e Maria Teresa.

Em agosto de 1902, Francisco José estava em Londres para participar na coroação do rei Eduardo VII do Reino Unido. A 11 de setembro, foi chamado ao Tribunal Criminal Central, acusado de ter cometido um acto de indecência grosseira com um rapaz de quinze anos. Um homem de vinte e quatro anos e um rapaz de dezassete anos foram também acusados de conspirar juntos para promover a prática de um acto de indecência grosseira. Uma testemunha afirmava que, numa casa em Lambeth, tinha feito um buraco na porta de um quarto e que, através dele, tinha visto Francisco José e o rapaz de quinze anos a praticarem actos homossexuais. As mentiras da testemunha foram desfeitas pela investigação policial. A polícia descobriu que apenas 23 centímetros da cama eram visíveis através do buraco e, por isso, a testemunha não poderia ter visto os factos que havia relatado. Os procuradores moveram, portanto, uma acção para um veredicto de ausência de culpa, declarando que não havia provas de culpa e o júri absolveu Francisco José.
Após ter sido libertado, o seu advogado afirmou que Francisco José tinha ido à referida casa "convencido de que se tratava de um bordel e que teria uma mulher à sua espera. Era bastante comum no Continente que homens e rapazes recomendassem e levassem outros homens a bordéis." O outro homem e os dois rapazes foram considerados culpados do seu crime. O homem foi sentenciado a dois anos de prisão e os rapazes a dez e a oito meses cada um.
Em consequência do escândalo, Francisco José foi forçado a abdicar da sua comissão como tenente nos sétimos hussardos do Exército Áustro-Húngaro. Os tribunais austríacos reduziram o seu estatuto legal, retirando-lhe os seus direitos civis e nomeando um responsável, o seu cunhado, o príncipe Carlos Luís de Thurn e Taxis, para administrar os seus assuntos.
Mais tarde, Francisco José esteve também envolvido num outro escândalo homossexual na Áustria.

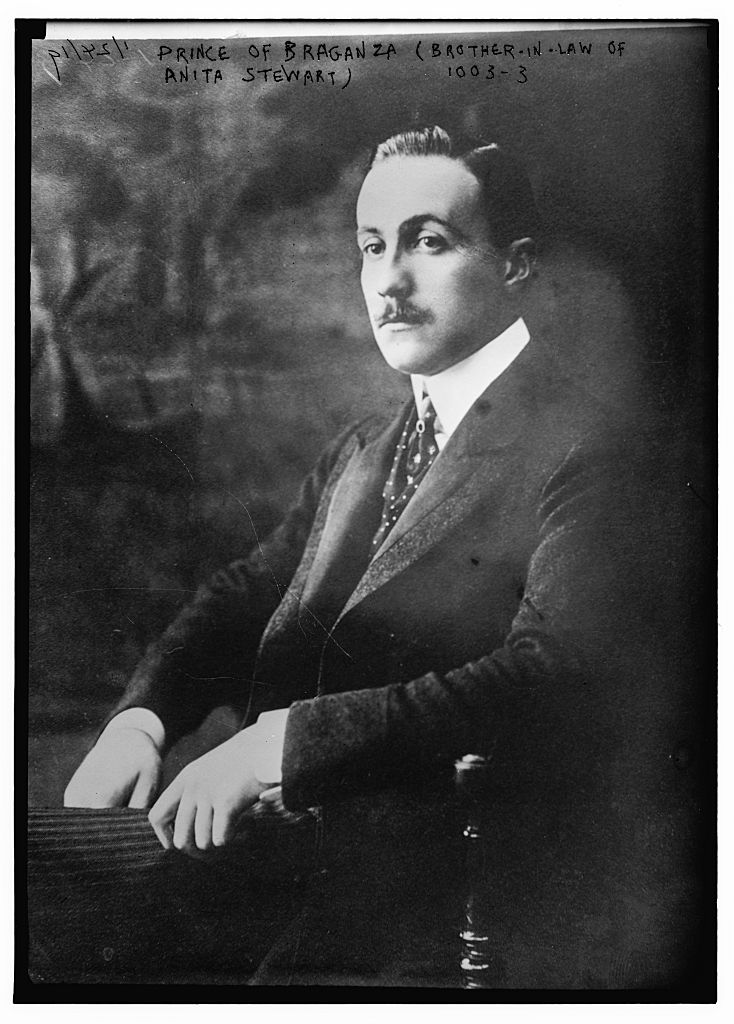
Francisco José de Bragança

Em novembro de 1909, um impostor que se fez passar por Frederick Vanderbilt, um membro da conhecida família Vanderbilt, extorquiu £325 000 a Francisco José depois de ele ter comprado aquilo que acreditava ser esmeraldas valiosas e acções numa empresa mineira inglesa. O impostor que, na verdade, se chamava William Lackerstein Joachim, conheceu Francisco José em Paris, em abril de 1909 e, um mês depois, viajou para Viena onde organizou um jantar em honra de Francisco José. O impostor conseguiu convencer Francisco José das suas credenciais como financeiro astuto. Uma vez que os assuntos de Francisco José tinham sido colocados nas mãos do seu cunhado e ele apenas recebia uma mesada, o príncipe viu nesta amizade com um suposto membro de uma família milionária uma boa maneira de aumentar as suas finanças. Em outubro, depois de Francisco José regressar de uma viagem ao estrangeiro, recebeu várias propostas de negócios da parte do impostor que lhe disse que tinha adquirido recentemente um grande número de esmeraldas e que, uma vez que Francisco José o tinha recebido tão bem em Viena, lhe permitia comprar as esmeraldas a um bom preço, podendo depois vendê-las de forma a obter um bom lucro.
O acordo foi atrasado quando Francisco José não apareceu a um encontro que os dois tinham combinado durante um banquete. Depois de um emissário ter informado o impostor de que o pai de Francisco José, Miguel Januário de Bragança, o tinha chamado ao seu castelo em Seebenstein, o impostor temeu que tivesse sido descoberto. Contudo, no dia seguinte, recebeu uma carta de Francisco José onde este revelava a sua frustração por não poder estar presente no encontro. O impostor e Francisco José voltaram a encontrar-se em Berlim, uma semana depois, para concluir o negócio das esmeraldas. No entanto, durante o atraso, o impostor tinha descoberto uma forma de continuar a burlar Francisco José. Enquanto estava em Berlim apresentou Francisco José a dois supostos engenheiros de minas. Francisco José ficou com boa impressão dos dois, por isso o impostor conseguiu convencê-lo a entrar com mais dinheiro para adquirir acções numa empresa de minas da qual dizia ser o accionista principal. Pelas esmeraldas e pelas acções, Francisco José pagou um total de £325 000, £125 000 pelas esmeraldas e £200 000 pelas acções.
Uma vez que tanto as esmeraldas como as acções não tinham qualquer valor, Francisco José decidiu processar o individuo através da embaixada austríaca em Londres. A maioria do dinheiro de Francisco José foi recuperada.

## Morte
Durante a Primeira Guerra Mundial Francisco José lutou no exército do Império Austro-Húngaro e foi feito prisioneiro. Foi preso na ilha de Ischia, perto de Nápoles, onde morreu de insuficiência cardíaca, solteiro e sem descendência.

## Genealogia
| Francisco José de Bragança | Pai: Miguel Januário de Bragança | Avô paterno: Miguel I de Portugal                      | Bisavô paterno: João VI de Portugal                          |
| Francisco José de Bragança | Pai: Miguel Januário de Bragança | Avô paterno: Miguel I de Portugal                      | Bisavó paterna: Carlota Joaquina de Bourbon                  |
| Francisco José de Bragança | Pai: Miguel Januário de Bragança | Avó paterna: Adelaide de Löwenstein-Wertheim-Rosenberg | Bisavô paterno: Constantino de Löwenstein-Wertheim-Rosenberg |
| Francisco José de Bragança | Pai: Miguel Januário de Bragança | Avó paterna: Adelaide de Löwenstein-Wertheim-Rosenberg | Bisavó paterna: Inês de Hohenlohe-Langenburg                 |
| Francisco José de Bragança | Mãe: Isabel de Thurn e Taxis     | Avô materno: Maximiliano António de Thurn e Taxis      | Bisavô materno: Maximiliano Carlos de Thurn e Taxis          |
| Francisco José de Bragança | Mãe: Isabel de Thurn e Taxis     | Avô materno: Maximiliano António de Thurn e Taxis      | Bisavó materna: Guilhermina de Dörnberg                      |
| Francisco José de Bragança | Mãe: Isabel de Thurn e Taxis     | Avó materna: Helena Carolina da Baviera                | Bisavô materno: Maximiliano, duque da Baviera                |
| Francisco José de Bragança | Mãe: Isabel de Thurn e Taxis     | Avó materna: Helena Carolina da Baviera                | Bisavó materna: Luísa Guilhermina da Baviera                 |